# アリーナ・ハンメス
アリーナ・ハンメス（Alina Hammes、1992年2月4日-）は、ドイツのバドミントン選手である。ドイツのカイザースラウテルンで生まれた。

## 経歴
2012/2013シーズンにバドミントンブンデスリーガーに出場した。
2009年、17歳でポルトガル選手権と南西ドイツバドミントン選手権で勝利を収め、2012年、オランダオープン、ビットブルガーオープンにも続いて出場した。
2014年には、バドミントン欧州選手権とユーバー杯で活躍した。
2015年2月5日現在の世界ランキングは285位、自己最高位は208位。